# 德雷福斯模型
德雷福斯模型（Dreyfus model of skill acquisition），將一個技能的學習程度類比成階梯式的模型。

## 概述
1980年，該模型由加州柏克萊分校提出。 模型由上而下分成：專家、精通者、勝任者、高級新手、新手五個等級，各等級含意如下：
- 專家：憑直覺做事。
- 精通者：技能上：能認知自己的技能與他人差異，能透過觀察別人去認知自己的錯誤，形成比新手更快的學習速度。職位上：能明確知道自己的職位在整體系統上的位置。
- 勝任者：能解決問題。
- 高級新手：不願全盤思考。統計資料顯示，多數人落在這個層級；當管理階層分配工作給高級新手，他們認為每項工作一樣重要，不明瞭優先層度，意味著他們無法認知每件工作的相關性。因此管理者認清，工作需給高級新手時，必須排列優先順序。
- 新手：需要指令才能工作。

## 新手到專家
專家需要與情境有關的直覺做事。對比新手的與情境無關的指令。